# Anaïs Marin
Anaïs Marin (* 1977) ist eine französische Politikwissenschaftlerin mit Schwerpunkt Osteuropa. Sie war von 2018 bis 2024 UN-Sonderberichterstatterin für die Menschenrechtssituation in Belarus.

## Ausbildung
Marin absolvierte einen Diplomstudiengang in Politikwissenschaften an der Science Po Paris, am dortigen Centre de recherches internationales (CERI) promovierte sie mit einer Dissertation über den Einfluss von Paradiplomatie in Sankt-Petersburg auf die Außenpolitik der Russischen Föderation in den 1990er Jahren unter Betreuung von Anne de Tinguy.

## Karriere
Nach ihrem Studium trat sie eine Postdoc-Stelle am Helsinki Collegium for Advanced Studies an, wo sie sich mit der Situation an den östlichen EU-Außengrenzen befasste. 2011 wurde sie für den finnischen Thinktank Finnish Institute of International Affairs (FIIA) Referentin für Belarus. In dieser Funktion war sie Mitglied mehrerer Experten-Netzwerke, die europäische Entscheidungsträger in Bezug auf Belarus informieren und beraten. Von 2015 bis 2018 war sie Marie-Curie-Forscherin am Collegium Civitas (Warschau), das dem Institut der Europäischen Union für Sicherheitsstudien in Paris assoziiert ist. Ihre akademische Arbeit und Veröffentlichungen befassen sich mit der Diplomatie autoritärer Regime im postsowjetischen Eurasien.
Sie unterrichtete Slawistik und Politikwissenschaft an der Universität Clermont-Ferrand, russische Rechtsübersetzung am Lomonossow-Zentrum in Genf und internationale Beziehungen an der Universität Helsinki. Sie nimmt regelmäßig an Wahlbeobachtungsmissionen der OSZE in der ehemaligen UdSSR teil. Derzeit ist sie Forscherin an der Universität Warschau. Seit September 2019 arbeitet sie an einem Forschungsprojekt über den Umgang mit Bedrohungen durch Russland, Schwächen des europäischen Demokratieprojekts und möglichem Umgang mit destabilisierenden Aktivitäten Russlands.

## Ehrenamtliche Tätigkeit
Seit dem 1. November 2018 ist Anaïs Marin UN-Sonderberichterstatter zur Menschenrechtssituation in Belarus für den UN-Menschenrechtsrat als Nachfolgerin des Ungarn Miklós Haraszti.
Als es nach der Präsidentschaftswahl in Belarus 2020 wegen massiver Manipulationen der Regierung Lukaschenka zu landesweiten Protesten kam, die das Regime gewaltsam niederschlug, sprach das Büro des Hohen Kommissars der Vereinten Nationen für Menschenrechte am 1. September 2020  davon, dass Berichte von über 450 dokumentierten Fällen von Folter und Misshandlungen seit dem Tag der Präsidentschaftswahl vorlägen. In einer Erklärung, die neben Anaïs Marin von einer Reihe von UN-Repräsentanten unterzeichnet wurde, hieß es, dass die Behörden in Belarus alle Menschenrechtsverletzungen umgehend beenden müssten. Niemand dürfe wegen der friedlichen Teilnahme an Demonstrationen strafrechtlich belangt werden.
Im September 2021 bezeichnete Marin die Situation in Belarus als katastrophal. Am 6. September wurden zwei prominente belarussische Oppositionelle, Maryja Kalesnikawa und Maksim Snak, wegen "Konspiration" in einem von den USA als beschämend bezeichneten Prozess zu 11 und 10 Jahren Gefängnis verurteilt. Am 1. November 2024 wurde sie von dem Letten Nils Muižnieks abgelöst.

## Veröffentlichungen
- mit Isabelle Facon, Vladimir Baranovsky: Moscou et le monde. L'ambition de la grandeur : une illusion ? Autrement, 2008
- La dissuasion par la coopération. La Finlande, modèle de résilience face aux défis du « sharp power » russe. Dans Stratégique 2019/1-2 (N° 121-122)
- Le Bélarus dans L’Union Eurasiatique. Partenaire Particulier Cherche à Préserver Ses Intérêts. Dans Revue d’études comparatives Est-Ouest 2017/3-4 (N° 48)
- Les relations militaires de la Russie avec le Bélarus : une alliance qui laisse Moscou sur sa faim. Dans Revue Défense nationale 2017/7 (N° 802)
- Argument Baltique: faux prétexte et modèle juste. Dans Outre-Terre 2009/3 (n° 23)